# Turismul în Germania

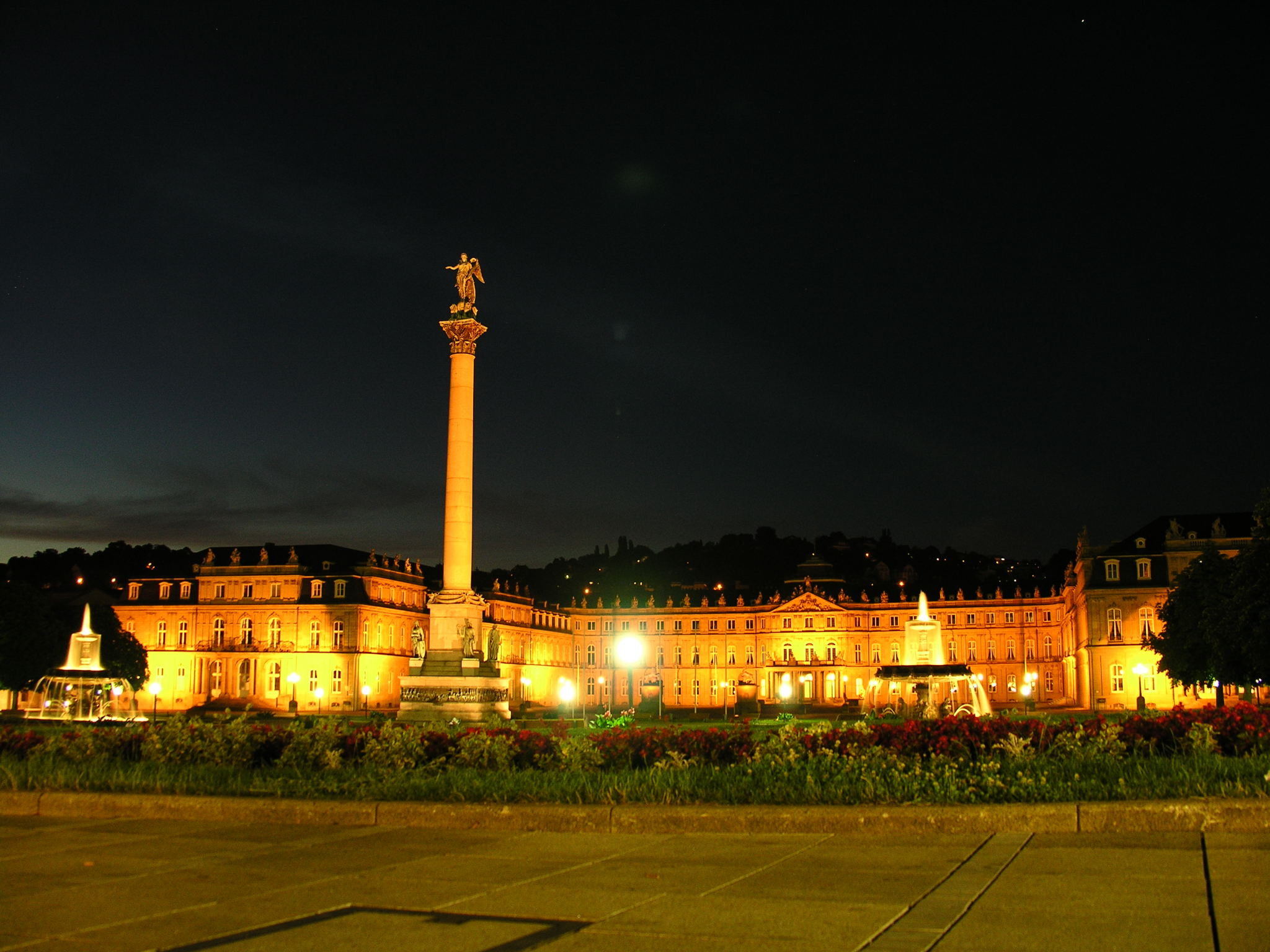
Neues Schloss

Germania este o țară cu una dintre cele mai dezvoltate industrii turistice, axată pe turismul cultural. Cele mai populare destinații sunt Berlin, München, Marea Baltică, Marea Nordului, Hamburg, Bremen etc.
Turismul în Germania a evoluat progresiv după cel de-Al Doilea Război Mondial. Obiectivele turistice variază de la destinații rurale până la hoteluri de lux. Turismul rural este dezvoltat în sudul țării, în landul Baden-Württemberg, acolo unde sunt plantate culturi ca vița-de-vie și pomi fructiferi. Turismul urban, respectiv, înflorește în centrele urbane de tipul orașului Bremen. Turiștii admiră monumentele arhitecturale de tipul clădirii Reichstagului sau Noului Castel.
Oaspeții țării pot călători pe cale maritimă și fluvială. Orașele principale în acest sens sunt Rostock (oraș cu ieșire la mare) și Frankfurt (situat pe râul Main).
Cea mai renumită sărbătoare este Oktoberfest, festivalul berii, care adună an de an mii de iubitori ai acestei băuturi.

## Links
- Germany Travel